# Estroboscópico

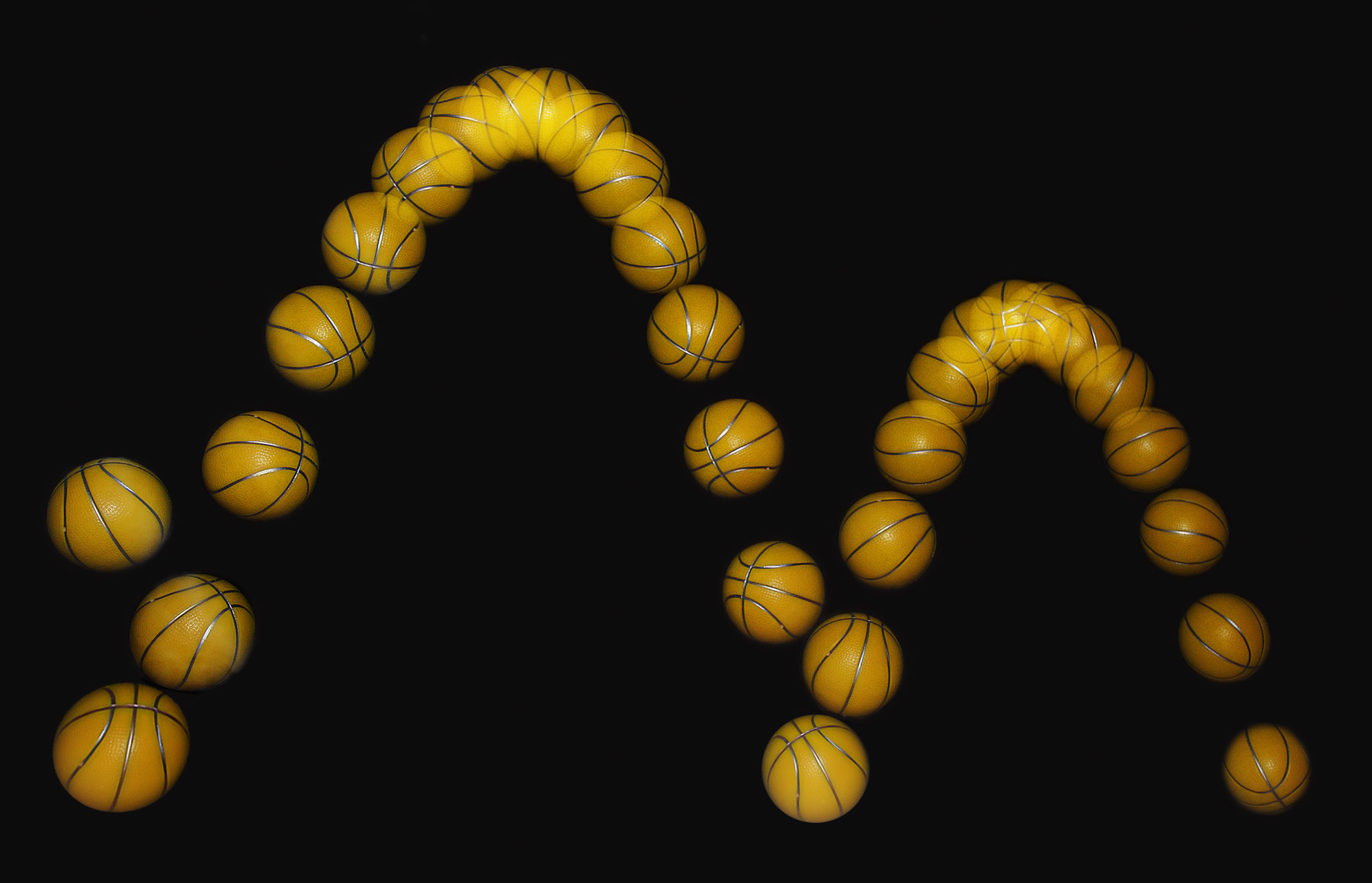
La imagen de una pelota rebotando, capturada con un flash estroboscópico a 25 cuadros por segundo.

Se denomina efecto estroboscópico al efecto óptico que se produce al iluminar mediante destellos un objeto que se mueve en forma rápida y periódica.
Así, cuando un objeto no puede ser visto si no es con esta iluminación destellante, cuando la frecuencia de los destellos se aproxima a la frecuencia de paso del objeto ante el observador, este lo verá moverse lentamente, adelante o atrás según que la frecuencia de los destellos sea, respectivamente, inferior o superior a la de paso del objeto.
En este fenómeno están basados los estroboscopios, empleados para examinar con detalle y sin contacto físico el comportamiento de partes mecánicas en movimiento.
Los destellos de iluminación normalmente son producidos mediante una lámpara de descarga gaseosa como, por ejemplo, una lámpara fluorescente, aunque generalmente se emplean lámparas de flash por su mayor intensidad luminosa.